# Phoma plurivora
Phoma plurivora är en lavart som beskrevs av P.R. Johnst. 1981. Phoma plurivora ingår i släktet Phoma, ordningen Pleosporales, klassen Dothideomycetes, divisionen sporsäcksvampar och riket svampar.   Inga underarter finns listade i Catalogue of Life.